# Tixtla de Guerrero
Tixtla de Guerrero é uma cidade do estado de Guerrero, no México.